# Discípulas del Sagrado Corazón
La Congregación de Hermanas Discípulas del Sagrado Corazón (oficialmente en italiano: Congregazione delle Discepole del Sacro Cuore) es una congregación religiosa católica femenina, de vida apostólica y de derecho pontificio, fundada por la religiosa italiana Santina De Pascali, en Acaya (Vernole), en 1929. A las religiosas de este instituto se les conoce como discípulas del Sagrado Corazón.

## Historia
La religiosa italiana Santina De Pascali, de la Congregación de Hermanas Compasionistas Siervas de María, pidió a sus superiores la dispensa para poder salir del instituto, con el fin de fundar una nueva congregación, con el fin de dedicarse a la educación de la juventud, a la catequesis y la acción católica. El 11 de abril de 1929 dio inicio oficialmente al instituto con el nombre de Congregación de Discípulas del Sagrado Corazón.
La congregación recibió la aprobación diocesana, el 25 de diciembre de 1967, de parte de Francesco Minerva, obispo de Lecce. El papa Pablo VI elevó el instituto a congregación religiosa de derecho pontificio, mediante decretum laudis, del 1 de julio de 1973.

## Organización
La Congregación de Hermanas Discípulas del Sagrado Corazón es una congregación religiosa de derecho pontificio, internacional y centralizada, cuyo gobierno es ejercido por una superiora general. La sede central se encuentra en Lecce (Italia).
Las discípulas de Jesús Eucarístico se dedican a la asistencia de ancianos, acogiéndolos en sus casas de reposo, y a la educación cristiana de la juventud en sus centros educativos. En 2015, el instituto contaba con 88 religiosas y 18 comunidades, presentes en Canadá, Italia y Madagascar.